# Bernardo Rossellino

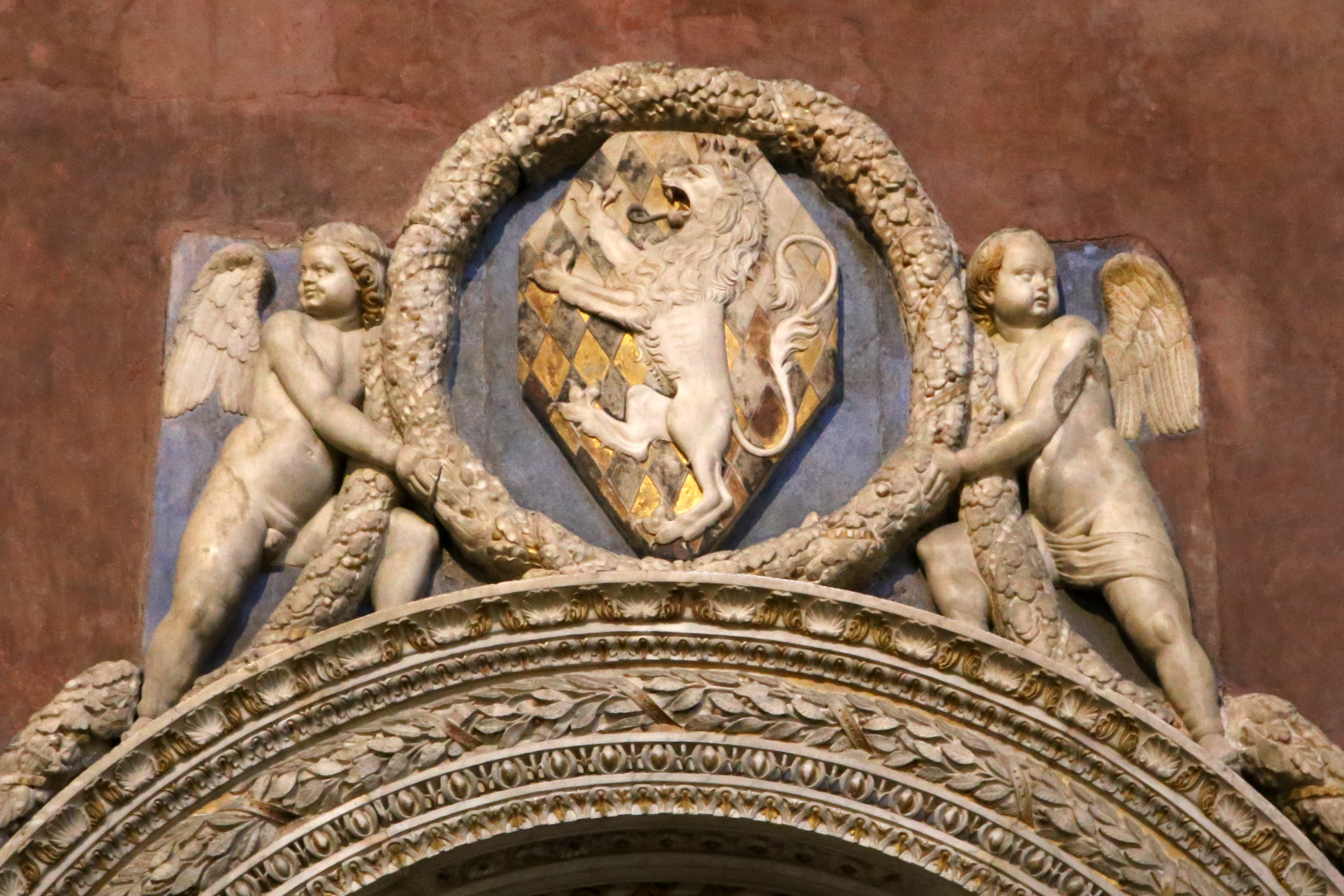
Nagrobek Leonardo Bruniego

Bernardo di Matteo Gamberelli (ur. 1409, zm. 1464) – włoski rzeźbiarz i architekt, przedstawiciel quattrocenta, działający w Toskanii i Rzymie.
Był twórcą nagrobka Leonardo Bruniego w kościele Santa Croce we Florencji (1444-1447) – pierwowzoru renesansowego przyściennego nagrobka niszowego. Wzniósł według projektu L.B. Albertiego Palazzo Rucellai we Florencji (1446-1451). Autor założenia urbanistyczno-architektonicznego placu katedralnego w Pienzy (1460-1463) oraz pierwszego projektu nowej bazyliki św. Piotra na Watykanie.